# Liste der Naturdenkmale in Cochem
Die Liste der Naturdenkmale in Cochem nennt die im Gemeindegebiet von Cochem ausgewiesenen Naturdenkmale (Stand 25. März 2024).

## Naturdenkmale
| Nr.         | Bezeichnung                               | Lage                                                        | Beschreibung                                          | Bild                                    |
| ----------- | ----------------------------------------- | ----------------------------------------------------------- | ----------------------------------------------------- | --------------------------------------- |
| ND-7135-379 | Pinnerkreuzfelsen                         | Cochem, nordwestlich der Stadt am Grat des Pinnerbergs Lage | Felsformation; flächenhaftes Naturdenkmal, ca. 0,3 ha | Fotos hochladen                         |
| ND-7135-380 | Zwei Linden bei den „Drei Kreuzen“        | Cochem, südlich der Stadt; Abteilung Hinterm Schloß Lage    | Tilia platiphyllos, zwei Bäume                        | Direkt Bild zu diesem Denkmal hochladen |
| ND-7135-381 | Lescherlinde nebst sieben jüngeren Linden | Cochem, südwestlich der Stadt; Abteilung Im Haag Lage       | Tilia platiphyllos, acht Bäume                        | Fotos hochladen                         |
| ND-7135-382 | Eiche beim Forsterhof                     | Cochem, westlich der Stadt; Flur Forst Lage                 | Quercus robur                                         | Direkt Bild zu diesem Denkmal hochladen |

## Ehemalige Naturdenkmale
| Nr. | Bezeichnung                    | Lage                                                           | Beschreibung                               | Bild                                    |
| --- | ------------------------------ | -------------------------------------------------------------- | ------------------------------------------ | --------------------------------------- |
|     | Eiche an der Straße Sehl–Eller | Sehl, südlich des Ortes an der K 20; Abteilung Vorderwald Lage | Quercus robur; Rechtsverordnung aufgehoben | Direkt Bild zu diesem Denkmal hochladen |